# 答志郡
答志郡為過去日本三重縣轄下的郡，已於1896年4月1日與英虞郡合併為志摩郡。
在1879年實施郡區町村編制法時的轄區包括現在的鳥羽市全部地區及志摩市北部地區。

## 歷史
過去在8世紀以前，志摩國內僅有志摩郡一個郡，直到在719年志摩郡被分割為答志郡和佐藝郡（後來改稱為英虞郡）。
此區域在江戶時代為鳥羽藩領地，19世紀末明治維新實施廢藩置縣後，隸屬鳥羽縣；1872年的第一次府縣整併中，改劃入度會縣，但在1876年的第二次府縣整併中又隨著度會縣一同併入三重縣。
在1879年實施郡區町村編製法時，正式的設置了近代的行政區劃「答志郡」，並在鳥羽町（位於現在的鳥羽市）設置「答志英虞役所」，同時負責管轄答志郡和英虞郡。

### 沿革

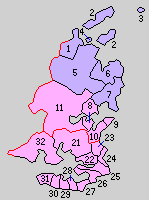
1889年答志郡轄下的行政區劃：
1.鳥羽町、2.答志村、3.神島村、4.坂手村、5.加茂村、6.鏡浦村、7.長岡村、8.的矢村、9.安乘村、10.國府村、11.磯部村
（紫色：現屬鳥羽市、桃色：現屬志摩市、21 - 32屬英虞郡）

- 1889年4月1日：實施町村制，答志郡下設：鳥羽町（日语：鳥羽町）、答志村、神島村（日语：神島 (三重県)）、坂手村（日语：坂手島）、加茂村（日语：加茂村 (三重県)）、鏡浦村（日语：鏡浦村）、長岡村（日语：長岡村 (三重県)）、的矢村（日语：的矢村）、安乘村（日语：阿児町安乗）、國府村、磯部村（日语：磯部村 (三重県)）。（1町10村）
- 1896年4月1日：日本實施郡制（日语：郡制），答志郡和英虞郡合併為志摩郡。[2]